# Jean-François de La Harpe
Jean-François de La Harpe (20 de noviembre de 1739 - 11 de febrero de 1803) fue un dramaturgo, escritor y crítico literario francés.

## Biografía
La Harpe nació en París de padres pobres. Su padre, que se hacía llamar Delharpe, era descendiente de una familia noble originaria de Vaud (Suiza). Huérfano a la edad de nueve años, La Harpe fue cuidado durante seis meses por las Hermanas de la Caridad y su educación fue gracias a una beca en el Collège d'Harcourt, ahora conocido como Lycée Saint-Louis. A los diecinueve años fue encarcelado durante algunos meses acusado de haber escrito una sátira contra sus protectores en el colegio. Fue encarcelado en For-l'Évêque. La Harpe siempre negó su culpabilidad, pero este infortunio culminante de unos primeros años pasados enteramente en una posición de dependencia posiblemente tuvo algo que ver con la amargura que evidenció en su vida posterior.
En 1763, su tragedia Warwick se representó ante la corte. Esta, su primera obra, fue quizás la mejor que escribió. Los muchos autores a los que ofendió después siempre pudieron observar que las obras del crítico no alcanzaban el nivel de excelencia que él estableció. Timoleón (1764) y Pharamond (1765) fueron fracasos de taquilla y de crítica. Mélanie fue una obra mejor, pero nunca fue representada. El éxito de Warwick llevó a una correspondencia con Voltaire, quien concibió una alta opinión de La Harpe, permitiéndole incluso corregir sus versos.
En 1764, La Harpe se casó con la hija del dueño de una cafetería. Este matrimonio, que resultó muy infeliz y se disolvió, no mejoró su posición. Eran muy pobres y durante algún tiempo fueron huéspedes de Voltaire en Ferney. Cuando, tras la muerte de Voltaire, La Harpe, en su alabanza al filósofo, se aventuró en una crítica razonable, pero bastante inoportuna, de las obras individuales, fue acusado de traición a quien había sido su amigo constante.
En 1768, regresó de Ferney a París, donde comenzó a escribir para el Mercure de France. Era un luchador nato y tenía poca piedad de las obras de otros autores. No obstante, él mismo fue violentamente atacado y sufrió muchos epigramas, especialmente los de Lebrun Pindare. Como prueba de la hostilidad general de su recepción en 1776 en la Academia Francesa, Sainte-Beuve la calificó como su "ejecución". Marmontel, que lo recibió, aprovechó la ocasión para elogiar al predecesor de La Harpe, Charles-Pierre Colardeau, especialmente por su disposición pacífica, modesta e indulgente. El discurso fue interrumpido por los aplausos del público, que optó por considerarlo como una serie de sarcasmos por parte del nuevo miembro..
Finalmente La Harpe se vio obligado a renunciar al Mercure, que había editado desde 1770. Para teatro produjo Les Barmecides (1778), Philoctete, Jeanne de Naples (1781), Les Brames (1783), Coriolan (1784), Virginie (1786). En 1786, comenzó a impartir un curso de literatura en el recién establecido Lycée. En estas conferencias, publicadas como Cours de littérature ancienne et moderne, se considera que puede apreciarse al mejor La Harpe, encontrando un punto de vista más o menos independiente de la polémica contemporánea. Se dice que era inexacto en el trato con los antiguos y que sólo tenía un conocimiento superficial de la Edad Media, pero era excelente en su análisis de los escritores del siglo XVII. Sainte-Beuve consideraba a La Harpe como el mejor crítico de la escuela francesa de tragedia.
La Harpe fue un discípulo de los "filósofos", apoyando a su partido extremo a través de los excesos de 1792 y 1793. En 1793, volvió a editar el Mercure de France, que se adhirió ciegamente a los líderes revolucionarios. Sin embargo, en abril de 1794, La Harpe fue tomado como "sospechoso". En prisión sufrió una crisis espiritual que describió con un lenguaje convincente, emergiendo como un católico ardiente y un reaccionario político. Cuando retomó su cátedra en el Lycée, atacó a sus antiguos amigos de la política y la literatura. Fue lo suficientemente imprudente como para comenzar la publicación de su Correspondance littéraire de 1774-1791 en 1801 con el gran duque (y más tarde emperador) Pablo de Rusia. En estas cartas superó las brutalidades del Mercure.
Contrajo un segundo matrimonio, que fue disuelto después de unas semanas por su esposa. Murió el 11 de febrero de 1803 en París, dejando en su testamento una incongruente exhortación a sus compatriotas a mantener la paz y la concordia. Entre sus obras póstumas se encontraba una Prophétie de Cazotte, que Sainte-Beuve catalogó como su mejor obra.